# Mahdi Fleifel
 (novembre 2016).
Si vous disposez d'ouvrages ou d'articles de référence ou si vous connaissez des sites web de qualité traitant du thème abordé ici, merci de compléter l'article en donnant les références utiles à sa vérifiabilité et en les liant à la section « Notes et références ».
Mahdi Fleifel  est un réalisateur danois d'origine palestinienne né le 25 octobre 1979 à Dubai.

## Biographie
Fleifel a grandi dans le camp de Réfugiés d'Ain el-Helweh au Liban, puis dans la Banlieue de Elseneur au Danemark. Il est diplômé de la National Film and Television School de Beaconsfield à Londres.
Il a obtenu plusieurs prix pour son court-métrage Arafat & I, ainsi que pour son documentaire A World Not Ours, qui a obtenu le prix de la paix au Festival de films de Berlin.

## Filmographie

### Producteur, réalisateur et scénariste

#### Courts-métrages
- 2003 : Shadi in the Beautiful Well
- 2004 : Hamoudi & Emil
- 2007 : The Writer
- 2008 : Arafat & I
- 2009 : 4 Weeks
- 2014 : Xenos
- 2016 : A Man Returned
- 2017 : A Drowning Man

#### Longs-métrages
- 2024 : Vers un pays inconnu (To a Land Unknown), Quinzaine des cinéastes, Festival de Cannes 2024

#### Télévision
Séries télévisées
- 2014 : P.O.V.